# Prisonniers de guerre arméniens pendant la seconde guerre du Haut-Karabakh
Les prisonniers de guerre arméniens pendant la Seconde guerre du Haut-Karabagh sont une catégorie de personnels militaires de l'Armée de défense de la République du Haut-Karabagh et des Forces armées de la République d'Arménie, ainsi que des civils et d'autres détenus qui ont été capturés par les Forces armées d'Azerbaïdjan pendant et après le conflit militaire de 2020 entre l'Azerbaïdjan et la République autoproclamée du Haut-Karabagh (également connue sous le nom de République d'Artsakh) conjointement avec l'Arménie dans la région contestée du Haut-Karabakh et les territoires adjacents.
Les forces armées azerbaïdjanaises ont traité de manière inhumaine de nombreux soldats, civils et autres détenus arméniens, les ont soumis à des violences physiques, des tortures, des humiliations, des disparitions forcées,, des exécutions extrajudiciaires et la peine de mort. Le meurtre intentionnel de civils, le meurtre intentionnel de prisonniers de guerre, la torture, la prise d'otages, le déni de pitié sont tous des crimes de guerre.
Le nombre exact de prisonniers de guerre arméniens est inconnu. Ils sont détenus dans des conditions dégradantes. Malgré les appels de l'Union européenne et des organisations internationales pour la libération immédiate de tous les prisonniers de guerre, civils et autres détenus arméniens, l'Azerbaïdjan ouvre des poursuites pénales à leur encontre. La République d'Arménie dépose une plainte contre la République d'Azerbaïdjan auprès de la Cour internationale de Justice en septembre 2021, dont l'audience a lieu en octobre 2021 à La Haye.
Le 19 mars 2021, Human Rights Watch (HRW) signale que les forces armées azerbaïdjanaises ont maltraité des prisonniers de guerre arméniens de la deuxième guerre du Haut-Karabakh, « les soumettant à des traitements cruels et dégradants et à la torture soit lors de leur capture, soit lors de leur transfert, soit pendant leur garde à vue dans divers centres de détention ».